# Tôn giáo tại Thái Lan
Tôn giáo ở Thái Lan (theo kết quả tổng điều tra dân số năm 2018)

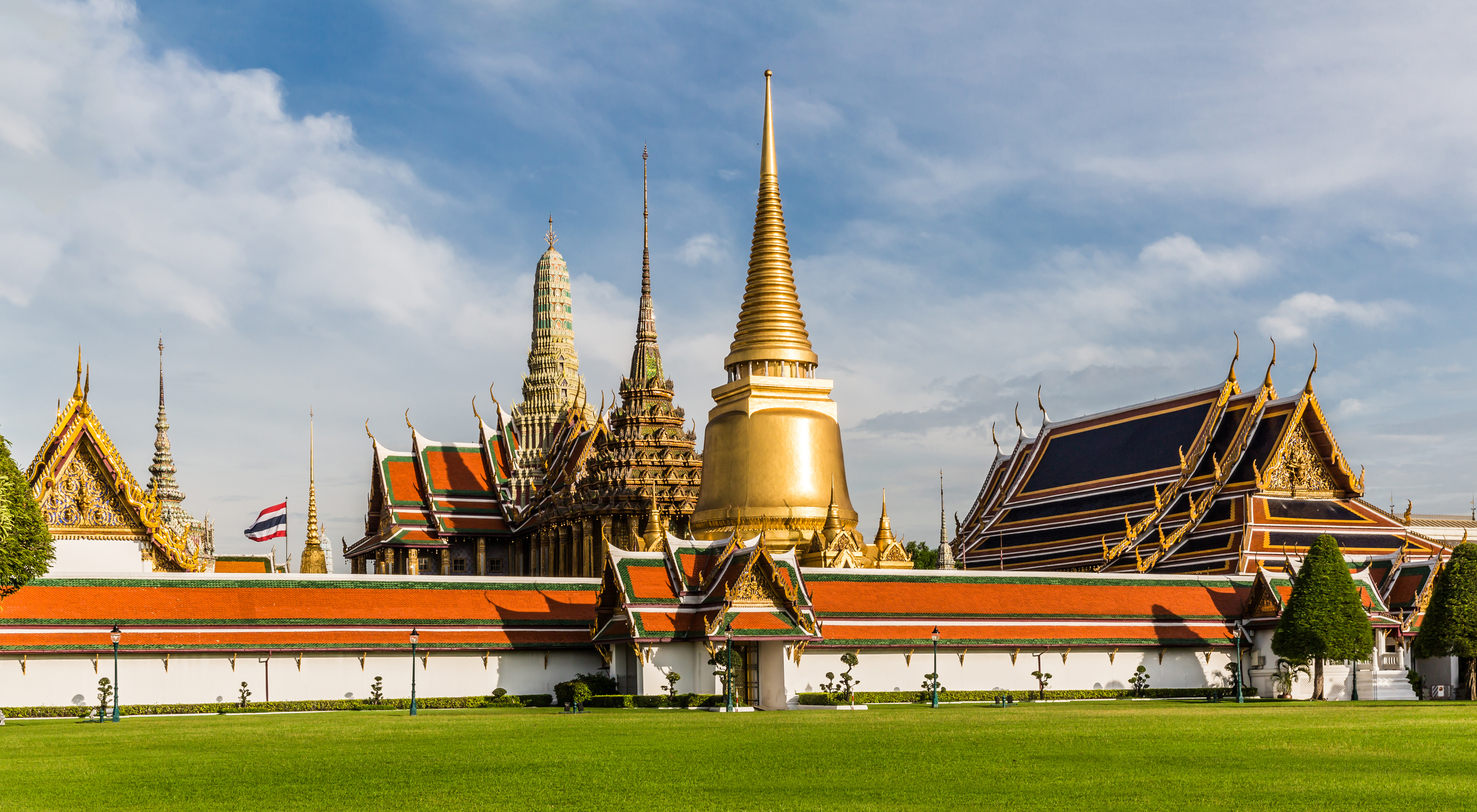
Chùa Wat Phra Kaew tại Bangkok là ngôi chùa theo Phật giáo Thượng tọa bộ linh thiêng nhất Thái Lan

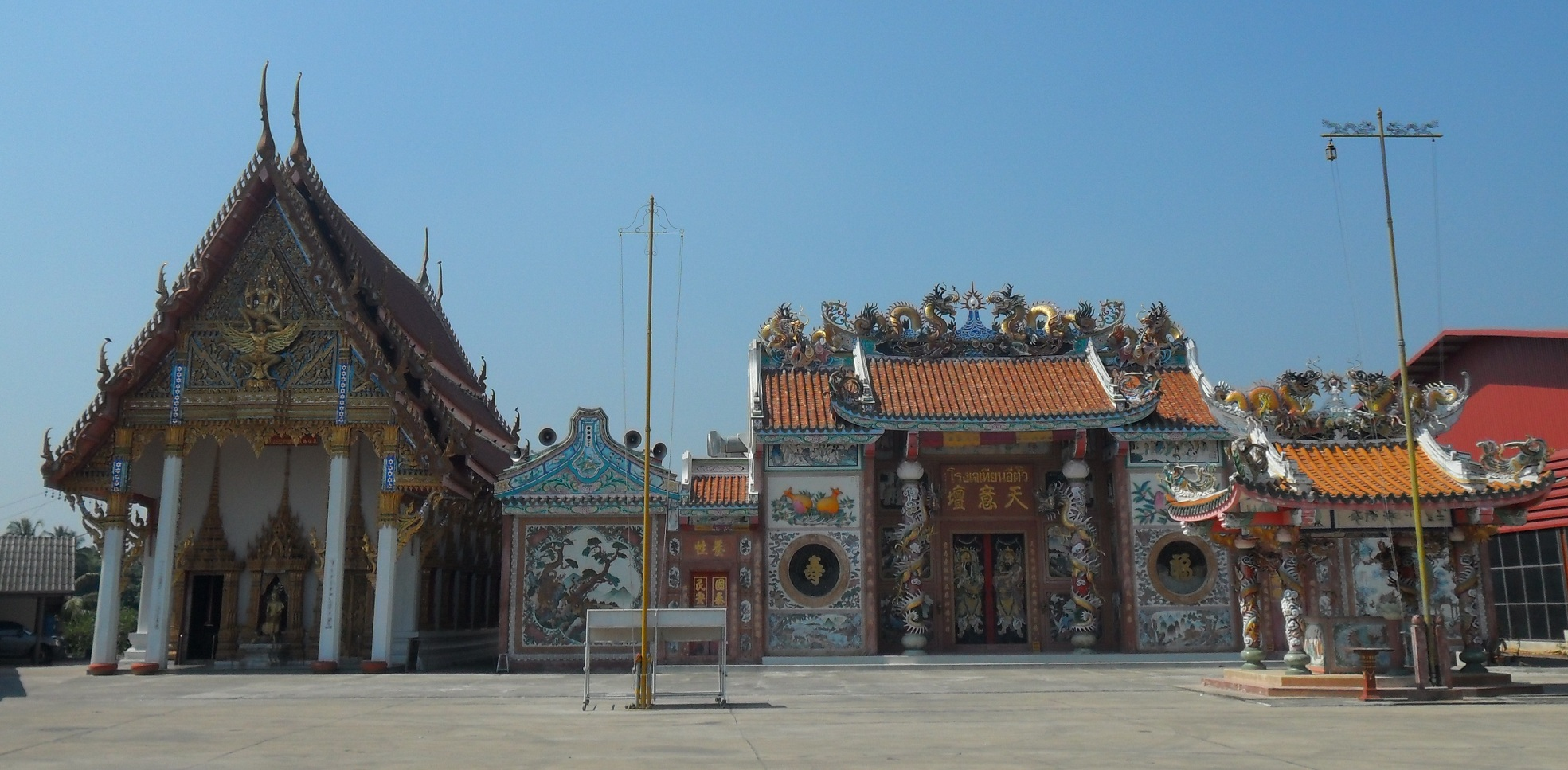
Một ngôi chùa Phật giáo Tiểu thừa (bên trái) nằm bên cạnh một ngôi chùa theo tín ngưỡng dân gian Trung Quốc, biểu lộ di sản tôn giáo Thái Lan và Trung Quốc tại nước này

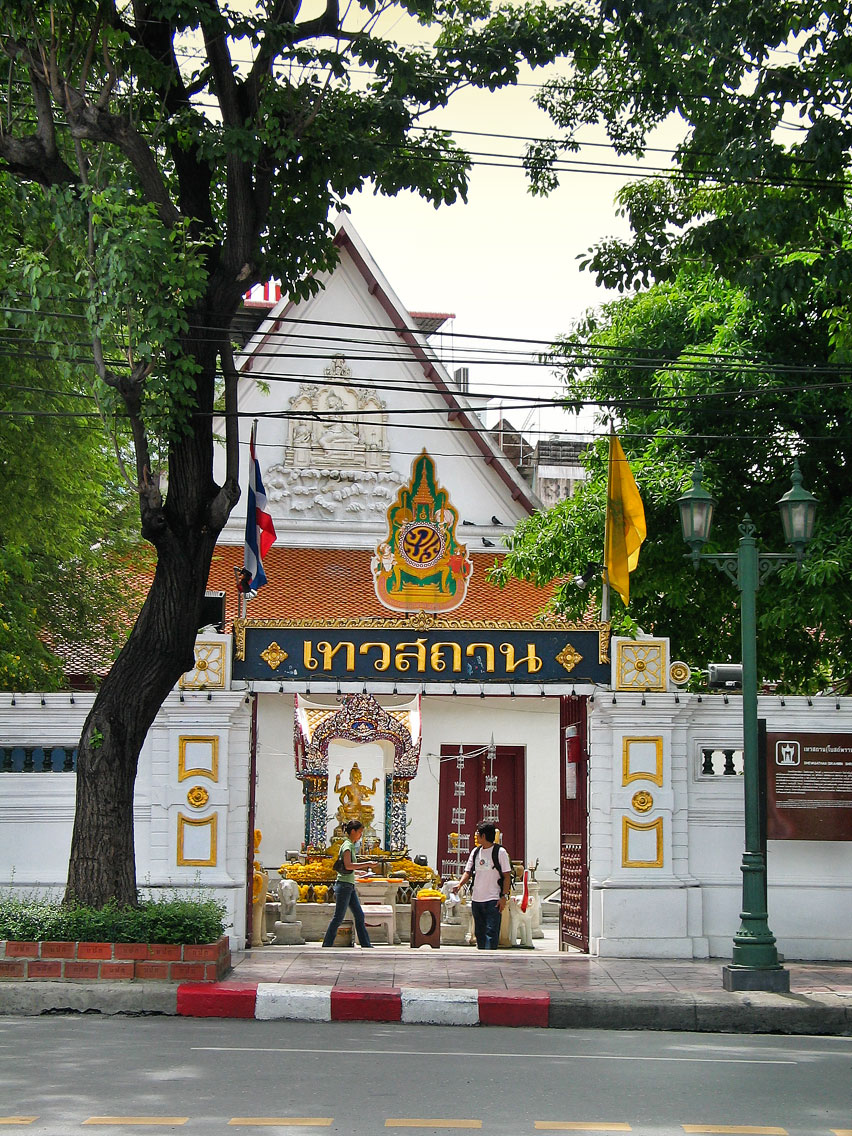
Cổng trước đền Devasathan, trung tâm của Ấn Độ giáo Thái Lan, tọa lạc tại Bangkok

Phật giáo là tôn giáo lớn nhất ở Thái Lan, với khoảng 93.5% dân số là tín hữu Phật giáo. Hiến pháp Thái Lan không có điều khoản nào quy định quốc giáo nhưng khuyến khích mọi người theo Phật giáo và, mặt khác, đảm bảo quyền tự do tôn giáo cho toàn thể công dân Thái Lan. Nhiều dân tộc thiểu số tại Thái Lan thực hành tín ngưỡng dân gian Thái, đặc biệt là các dân tộc thuộc nhóm sắc tộc Isan. Phần đông các tín đồ Islam giáo tại Thái Lan sinh sống ở miền nam nước này, chủ yếu là người Thái gốc Mã Lai. Luật pháp Thái Lan công nhận năm tôn giáo: Phật giáo, Islam giáo, Kitô giáo, Ấn Độ giáo và Sikh giáo.

## Nhân khẩu học

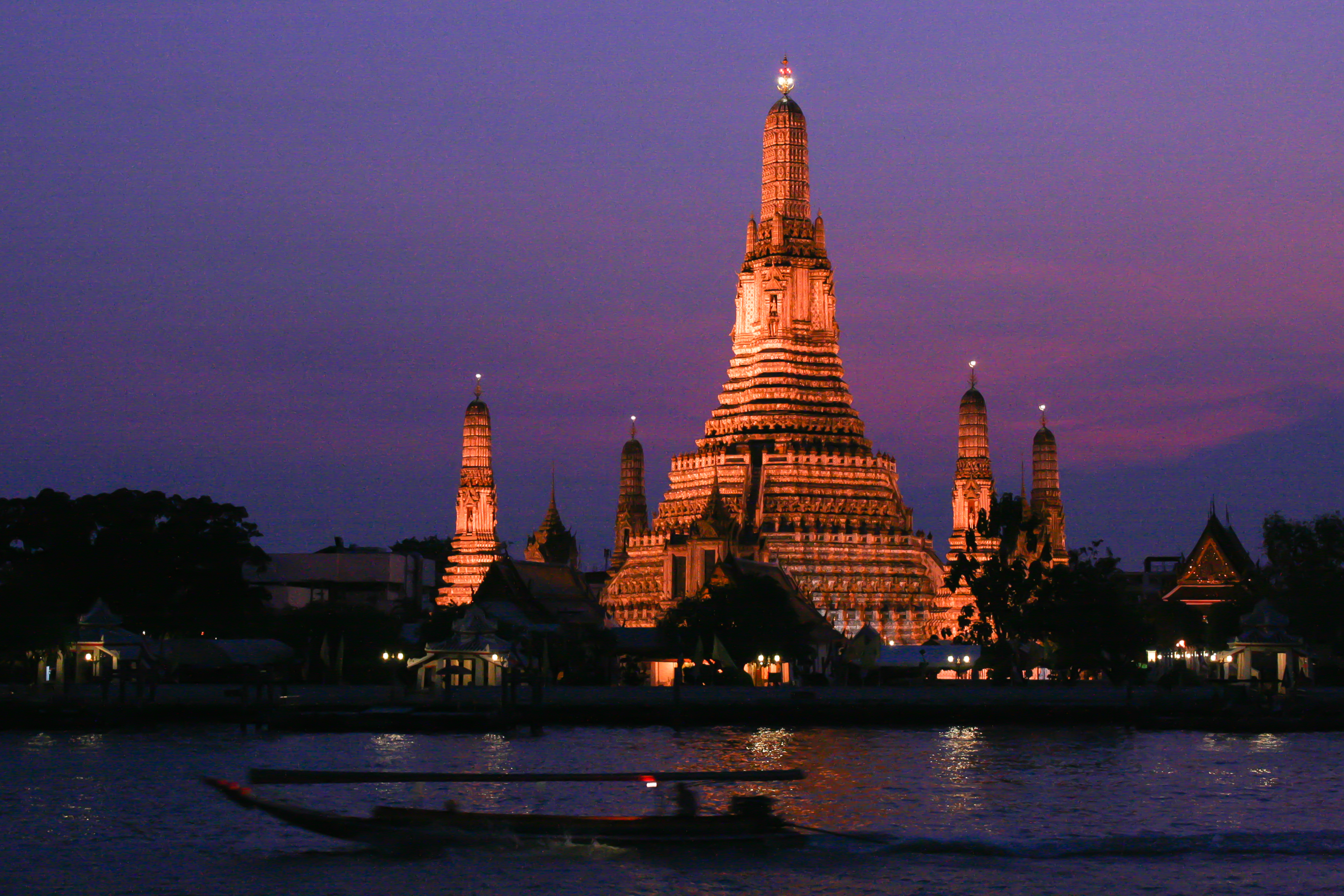
Chùa Wat Arun lúc chạng vạng

Theo số liệu điều tra dân số chính thức, khoảng 95% người Thái theo đạo Phật. Tuy nhiên, đời sống tôn giáo của quốc gia này phức tạp hơn số liệu thống kê. Trong số đông đảo người Thái gốc Hoa, hầu hết những người theo Phật giáo đã hòa nhập vào truyền thống Nguyên thủy đông đảo, chỉ có một thiểu số không đáng kể là theo Phật giáo Trung Quốc. Mặt khác, một bộ phận lớn người Thái gốc Hoa vẫn duy trì việc thực hành tôn giáo dân tộc Trung Quốc, bao gồm Đạo giáo, Nho giáo và các tôn giáo cứu tinh của Trung Quốc (như Yiguandao và Đức giáo). Mặc dù được thực hành tự do, các tôn giáo này không được công nhận chính thức, và những tín đồ của những tôn giáo này được coi là tín hữu Phật giáo Thượng toạ bộ trong các nghiên cứu thống kê. Ngoài ra, nhiều người Thái và Isan thực hành tín ngưỡng dân gian Tai của dân tộc mình.
Người Hồi giáo là nhóm tôn giáo lớn thứ hai ở Thái Lan với 4% đến 5% dân số. Các tỉnh cực nam của Thái Lan - Pattani, Yala, Narathiwat và một phần của Songkhla và Chumphon - có số lượng lớn người Hồi giáo, bao gồm cả người Thái và Mã Lai.
Người theo đạo Công giáo, chủ yếu là người Công giáo Rôma, chỉ chiếm hơn 1% dân số. Một cộng đồng nhỏ nhưng có ảnh hưởng của người Sikh ở Thái Lan và một số người theo đạo Hindu, chủ yếu sống ở các thành phố của đất nước và tham gia vào lĩnh vực thương mại bán lẻ. Ngoài ra còn có một cộng đồng Do Thái nhỏ ở Thái Lan, có từ thế kỷ 17.

## Tổng điều tra dân số

### Tổng quan
| Tôn giáo       | Năm 2010   | Năm 2010 | Năm 2015   | Năm 2015 | Năm 2018   | Năm 2018 |
| Tôn giáo       | Dân số     | %        | Dân số     | %        | Dân số     | %        |
| -------------- | ---------- | -------- | ---------- | -------- | ---------- | -------- |
| Phật giáo      | 61,746,429 | 93,58%   | 63,620,298 | 94,50%   | 63,299,192 | 93,46%   |
| Islam giáo     | 3,259,340  | 4,94%    | 2,892,311  | 4,29%    | 3,639,233  | 5,37%    |
| Kitô giáo      | 789,376    | 1,20%    | 787,589    | 1,17%    | 767,624    | 1,13%    |
| Ấn Độ giáo     | 41,808     | 0,06%    | 22,110     | 0,03%    | 12,195     | 0,018%   |
| Sikh giáo      | 11,124     | 0,02%    | 716        | 0,001%   | 12,195     | 0,018%   |
| Nho giáo       | 16,718     | 0,02%    | 1,030      | 0,001%   | 2,009      | 0,002%   |
| Khác           | 70,742     | 0,11%    | 1,583      | 0,002%   | 2,009      | 0,002%   |
| Không tôn giáo | 46,122     | 0,07%    | 2,925      | 0,005%   | 2,082      | 0,003%   |
| Không rõ       | 3,820      | 0,005%   |            |          | 4,085      | 0,006%   |
| Tổng           | 65,981,660 | 100%     | 67,228,562 | 100%     | 67,726,419 | 100%     |

### Tôn giáo theo vùng
Theo tổng điều tra dân số năm 2015, dân số Thái Lan là 67.328.562 người và dân số thuộc các vùng của Thái Lan được nhóm vào những nhóm tôn giáo sau:
| Tôn giáo       | Bangkok   | Bangkok | Miền Trung | Miền Trung | Miền Bắc   | Miền Bắc | Vùng Đông Bắc | Vùng Đông Bắc | Miền Nam  | Miền Nam |
| Tôn giáo       | #         | %       | #          | %          | #          | %        | #             | %             | #         | %        |
| -------------- | --------- | ------- | ---------- | ---------- | ---------- | -------- | ------------- | ------------- | --------- | -------- |
| Phật giáo      | 8,197,188 | 93,95%  | 18,771,520 | 97,57%     | 11,044,018 | 96,23%   | 18,698,599    | 99,83%        | 6,908,973 | 75,45%   |
| Islam giáo     | 364,855   | 4,18%   | 247,430    | 1,29%      | 35,561     | 0,31%    | 16,851        | 0,09%         | 2,227,613 | 24,33%   |
| Kitô giáo      | 146,592   | 1,68%   | 214,444    | 1,11%      | 393,969    | 3,43%    | 13,825        | 0,07%         | 18,759    | 0,21%    |
| Ấn Độ giáo     | 16,306    | 0,19%   | 5,280      | 0,03%      | 207        | 0,002%   | 318           | 0,001%        |           |          |
| Sikh giáo      |           |         |            |            | 378        | 0,003%   |               |               | 491       | 0,005%   |
| Khác           |           |         | 294        | 0,00%      | 1,808      | 0,16%    |               |               | 359       | 0,004%   |
| Không tôn giáo | 289       | 0,00%   | 473        | 0,002%     | 1,001      | 0,01%    | 436           | 0,002%        | 72        | 0,008%   |

## Các tôn giáo khởi nguồn từ Ấn Độ

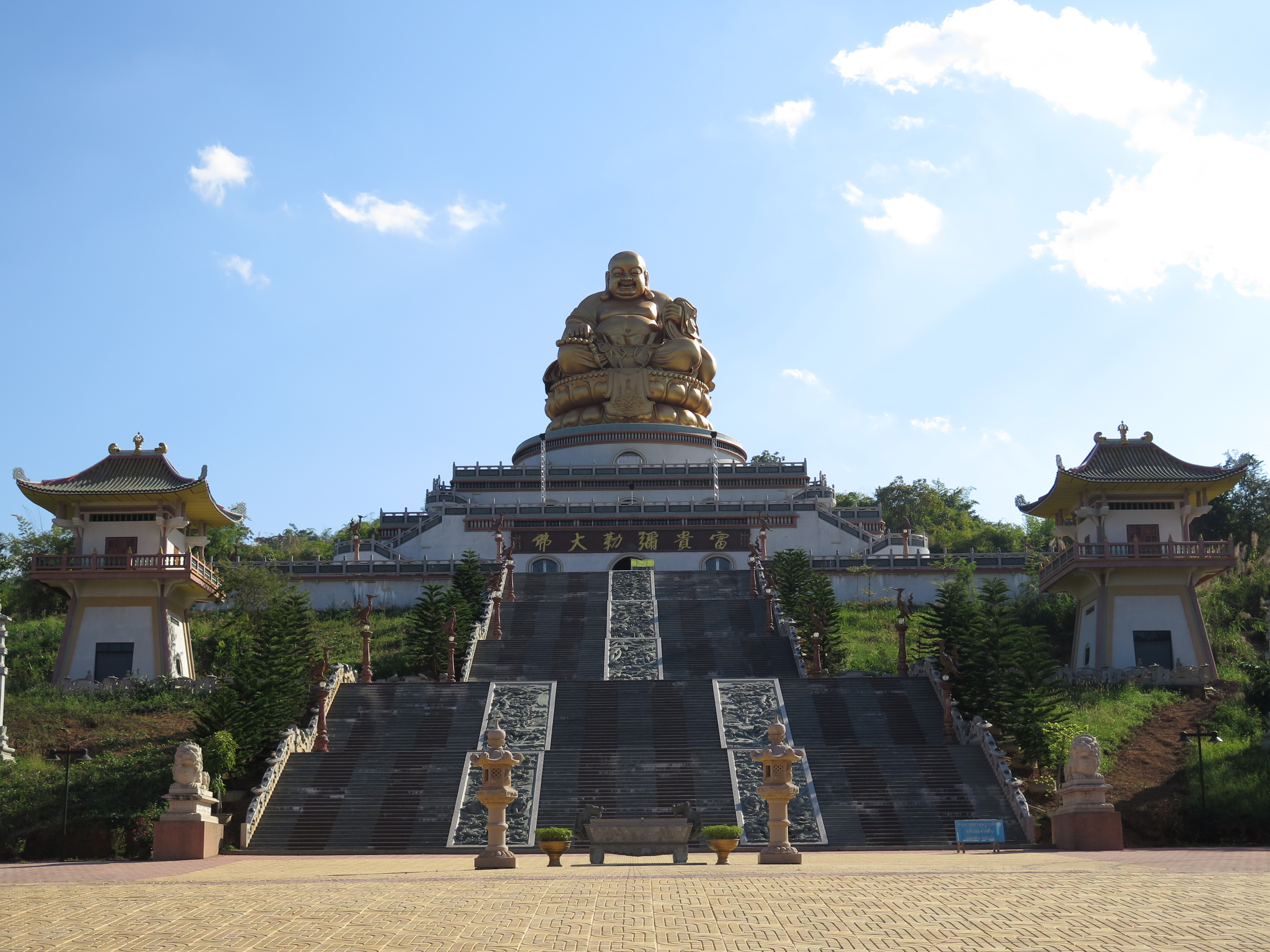
Đền thờ Di-lặc theo Phật giáo Trung Quốc tại tỉnh Chiang Rai.

### Phật giáo
Đại đa số các tín hữu Phật giáo tại Thái Lan theo Phật giáo Theravāda, với số lượng tín hữu chiếm hơn 90% dân số cả nước.
Phật giáo Thái Lan được thực hành cùng với nhiều tín ngưỡng bản địa khác nhau, chẳng hạn như tín ngưỡng bản địa Trung Quốc của cộng đồng người Thái gốc Hoa, Ấn Độ giáo của người Thái gốc Ấn Độ và người Thái bản địa, tín ngưỡng dân gian Thái của người Isản, Thái Bắc và Khmer Bắc, và tín ngưỡng dân gian Peranakan của người Peranakan.
Chùa chiền Phật giáo tại Thái Lan thường bố trí một hoặc nhiều bảo tháp cao và được dát vàng. Kiến trúc Phật giáo Thái Lan có điểm tương đồng với lối kiến trúc Phật giáo của một số nước Đông Nam Á khác, đặc biệt là Campuchia và Lào là những nước có chung di sản văn hóa và lịch sử với Thái Lan.

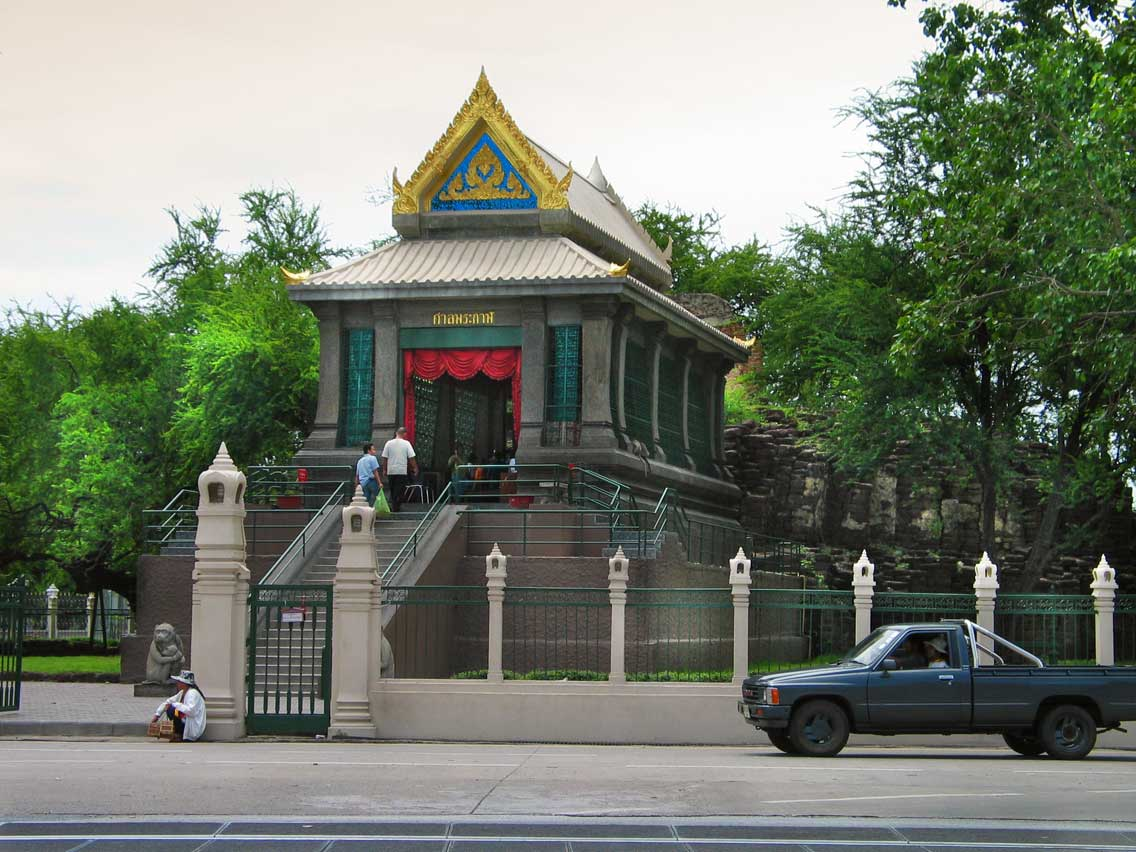
San Phra Kan là một ngôi đền thờ thần Vishnu của Ấn Độ giáo, tọa lạc tại Lopburi.

### Ấn Độ giáo
Có khoảng vài nghìn người Thái gốc Ấn Độ cư trú tại Thái Lan, tập trung chủ yếu tại các thành phố lớn. Bên cạnh nhóm người "Ấn Độ giáo truyền thống" trên, đất Thái Lan vào thời kỳ sơ khởi từng nằm dưới ách cai trị của Đế quốc Khmer với nền tảng Ấn Độ giáo vững chắc, và ảnh hưởng của nó trên người Thái bản địa còn tồn tại cho đến tận ngày nay. Ngoài ra tại Thái Lan còn có những người Chăm theo Ấn Độ giáo. Thiên sử thi Ramakian nổi tiếng tại Thái Lan, được sáng tác dựa trên kinh Dasaratha Jātaka của Phật giáo, có rất nhiều nét tương đồng với thiên sử thi Rāmāyaṇa của Ấn Độ giáo. Tên của cố đô Ayutthaya được đặt phỏng theo tên của thành Ayodhya tại Ấn Độ, nơi thần Rāma (nhân vật chính của thiên sử thi Ramakian) được sinh ra. Hiện nay tại Thái Lan có tầng lớp Bà-la-môn chuyên lo việc cúng tế cho các thần Ấn Độ giáo. Các nghi lễ theo truyền thống Bà-la-môn vẫn còn được dân Thái Lan tin dùng. Các thần thuộc cả Ấn Độ giáo và Phật giáo được nhiều người Thái Lan tôn thờ và người ta có thể thỉnh thoảng bắt gặp các đền thờ thần Brahmā, Gaṇeśa, Indra, Śiva, Viṣṇu, Lakṣmī và nhiều thần khác ở trên phố (chẳng hạn như tại khu vực đền Thao Maha Phrom). Một dấu ấn khác của Ấn Độ giáo tại Thái Lan là thần Garuḍa, nay là biểu tượng của nền quân chủ.

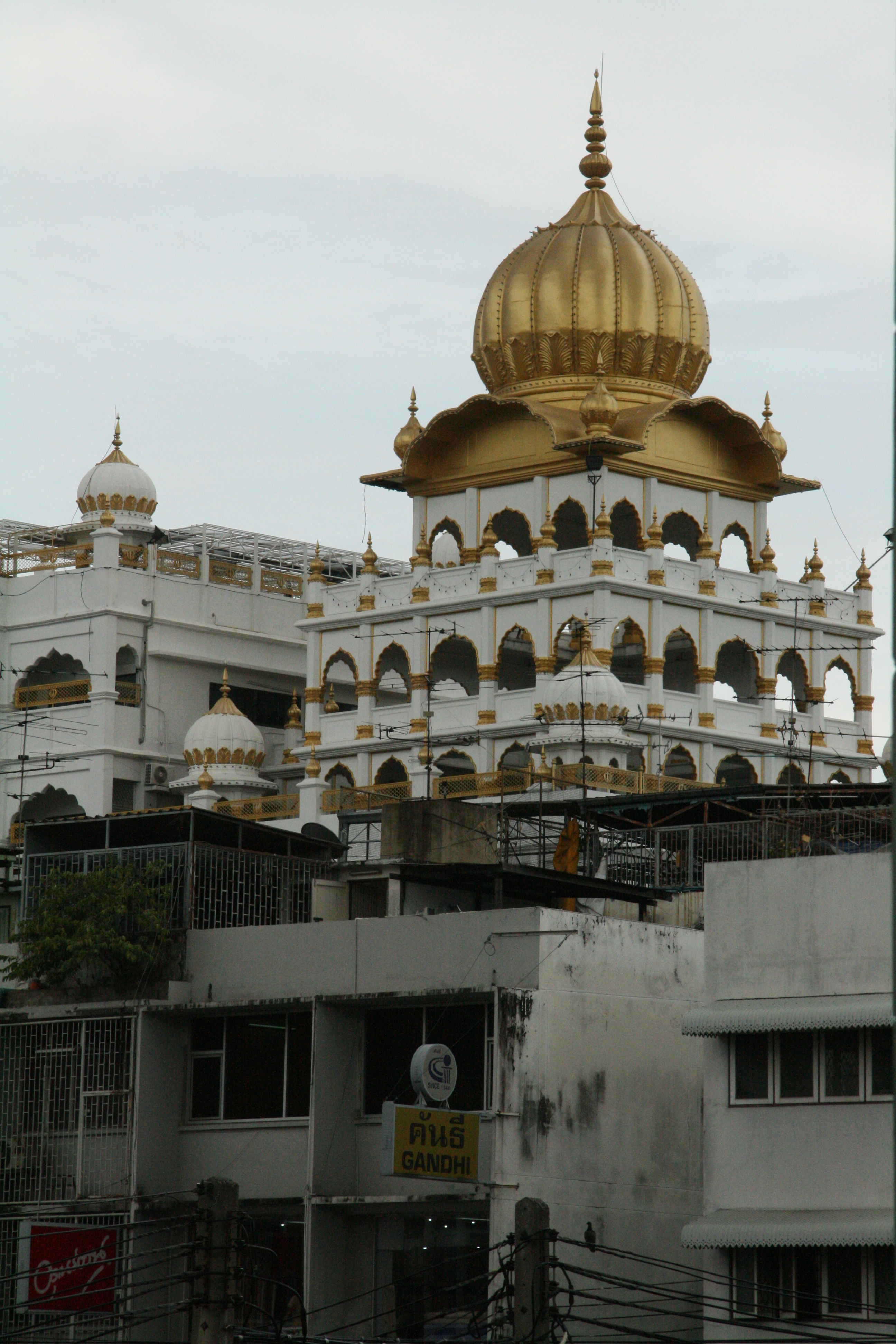
Gurdwara Siri Guru Singh Sabha tại Bangkok

### Sikh giáo
Vào năm 1890, ông Ladha Singh trở thành người Sikh đầu tiên đặt chân đến nước Thái Lan. Đầu thập niên 1900, nhiều người Sikh khác cũng di cư đến nước này và đến năm 1911 thì có hơn 100 hộ gia đình theo Sikh giáo định cư tại Thái Lan, tập trung chủ yếu ở vùng Thonburi. Thời đó người Sikh không xây các gurdwara (nơi thờ tự của Sikh giáo) và tổ chức việc đọc kinh cầu nguyện tại nhà vào ngày Chủ nhật hàng tuần và vào các ngày Gurpurab. Cộng đồng Sikh giáo ngày càng phát triển cho đến năm 1912, họ quyết định xây dựng một gurdwara tại khu vực Phahurat của thành phố Bangkok, phỏng theo thiết kế của gurdwara Harmandir Sahib hay còn gọi là Đền Vàng tại Amritsar, bang Punjab, Ấn Độ. Một cộng đồng người Sikh tuy rất nhỏ nhưng lại có tầm ảnh hưởng trong xã hội sinh sống tại một vài thành phố và phần lớn kinh doanh trong ngành bán lẻ.

## Các tôn giáo khởi nguồn từ Abraham

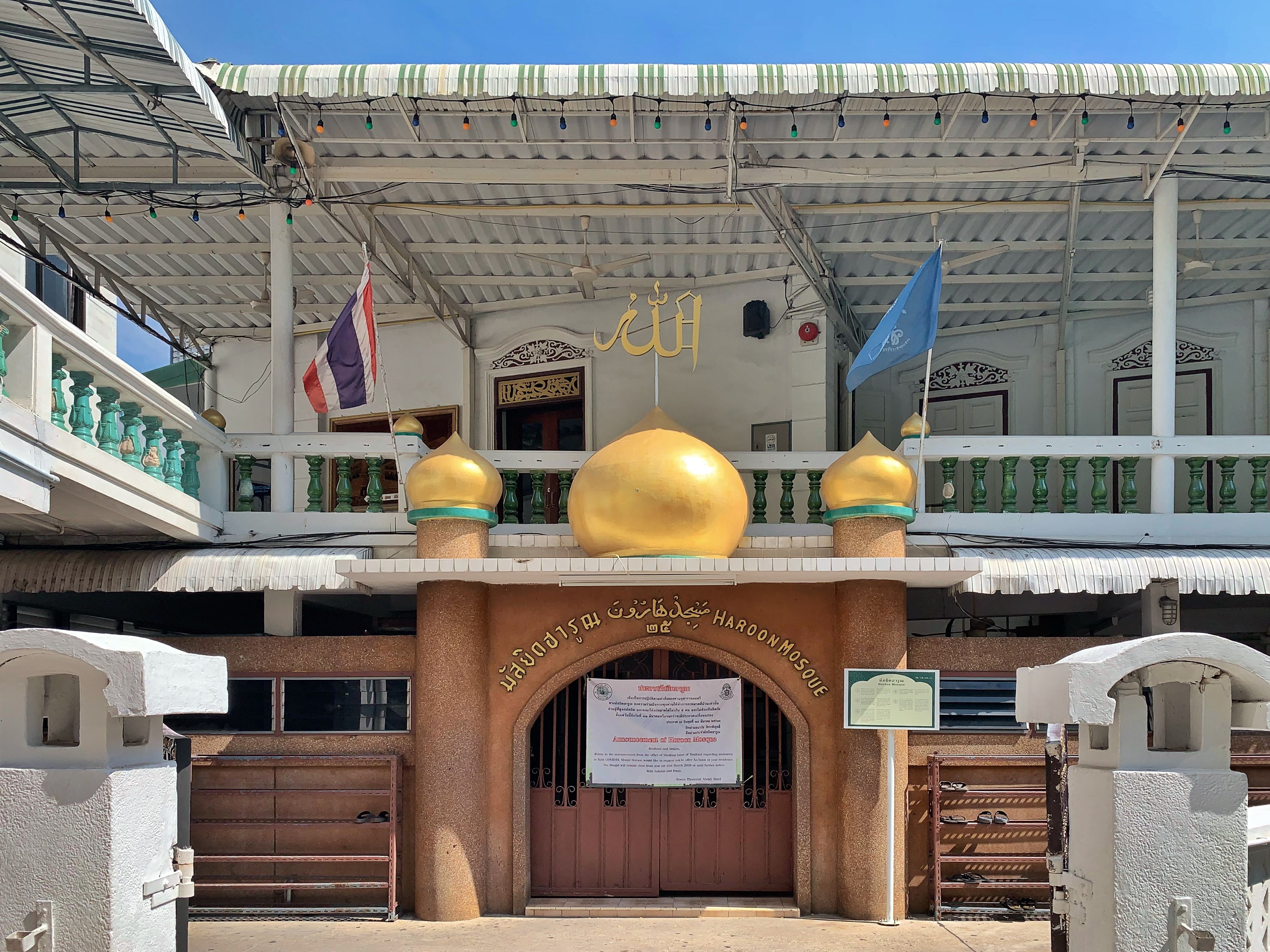
Thánh đường Haroon là một trong những ngôi thánh đường Hồi giáo cổ xưa tại Bangkok

### Islam giáo
Theo kết quả tổng điều tra dân số năm 2015, dân số Islam giáo tại Thái Lan là 2.892.311 người, chiếm 4,29% dân số cả nước. Trong số đó, có 2.227.613 người sống tập trung tại miền Nam Thái Lan, chiếm đến 24,33% dân số của miền.

### Kitô giáo

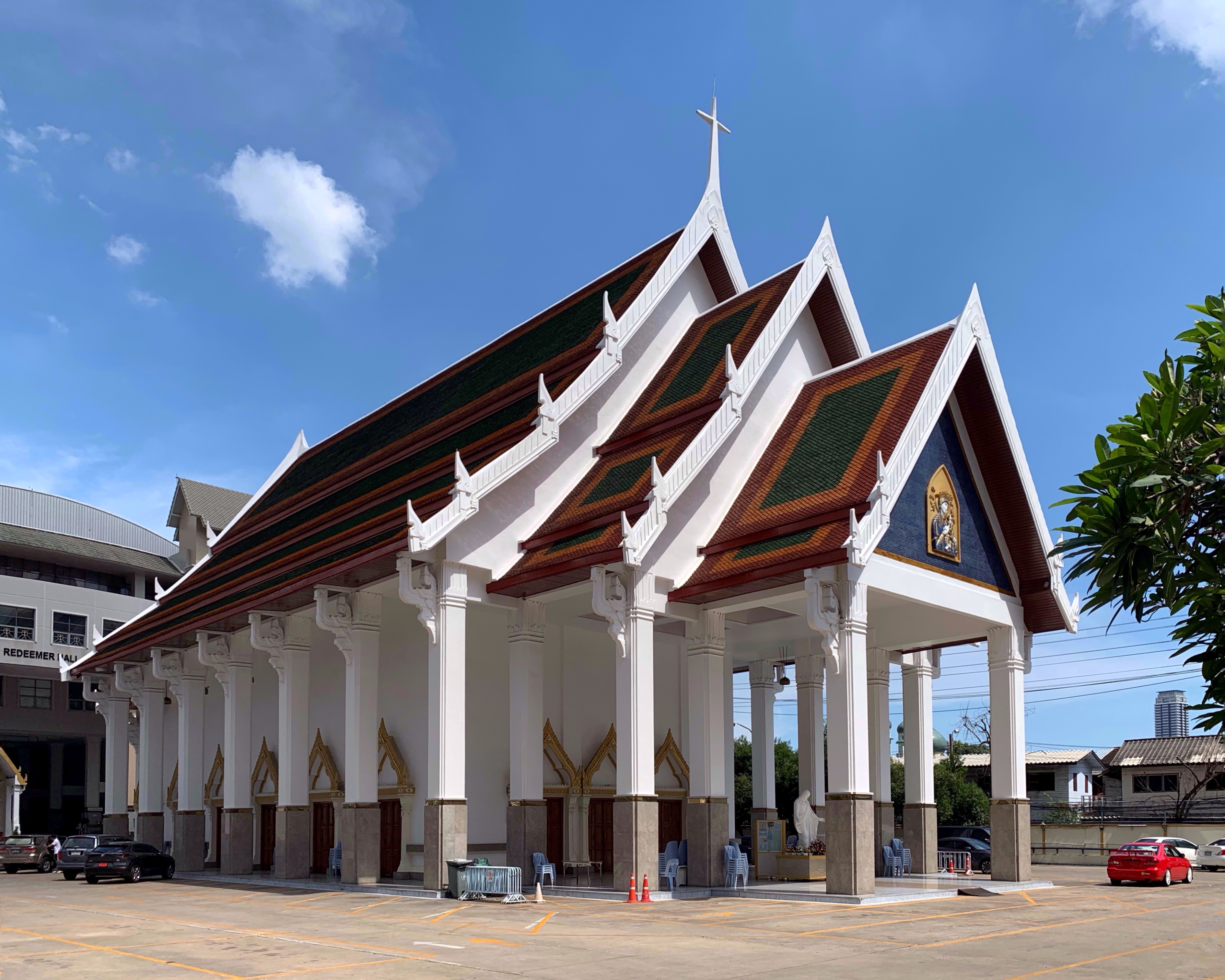
Nhà thờ Chúa Cứu Thế tại Bangkok được xây dựng theo lối kiến trúc Thái Lan

Kitô giáo được các thừa sai châu Âu truyền bá tại Thái Lan sớm nhất là từ thập niên 1550, khi lính đánh thuê người Bồ Đào Nha cùng với các tuyên úy đi cùng họ đặt chân tới Ayutthaya. Về phương diện lịch sử, Kitô giáo đóng vai trò quan trọng trong tiến trình hiện đại hóa của Thái Lan, điển hình là trong các thể chế xã hội và giáo dục. Vào năm 2015, dân số theo Kitô giáo chiếm 1,17% tổng dân số Thái Lan (787.589 người), trong số đó ước tính có 400.000 người theo đạo Công giáo.
Cục Tôn giáo thuộc Bộ Văn hóa Thái Lan công nhận năm giáo hội/tông phái Kitô giáo lớn: Giáo hội Công giáo, tổ chức Tin Lành Báp-tít miền Nam nước Mỹ, Giáo hội Cơ Đốc Phục lâm An thất nhật, Hội Thánh Chúa Giêxu tại Thái Lan, và Hiệp hội Phúc Âm Thái Lan. Giáo hội các Thánh hữu Ngày sau của Chúa Giêsu Kitô, dù chưa được Cục Tôn giáo công nhận, đã tồn tại và hoạt động tại Thái Lan hàng chục năm qua, tuy nhiên giáo hội này lại có khá ít tín hữu và người cải đạo. Bên cạnh đó còn có tông phái Nhân chứng Giêhôva, với 140 giáo đoàn và 5.200 tín hữu.

### Do Thái giáo
Do Thái giáo được một số hộ gia đình người Do Thái gốc Baghdad du nhập vào Thái Lan từ thế kỷ 17. Cộng đồng người Do Thái giáo hiện nay tại Thái Lan gồm có những người Do Thái Ashkenazi và Sephardi (gốc ở Afghanistan, Iran hoặc Syria). Phần lớn dân số Do Thái tại Thái Lan (khoảng 2000 người) cư trú ở thủ đô Bangkok; ngoài ra còn có nhiều du khách là người Do Thái đến từ nước Israel viếng thăm ngắn và dài hạn tại mọi thời điểm. Có một số hội đường Do Thái giáo được xây dựng từ lâu tại các thành phố như Phuket, Chiang Mai và Ko Samui nhưng nay không có cộng đồng dân Do Thái sinh sống ở quanh đó.

## Tự do tôn giáo

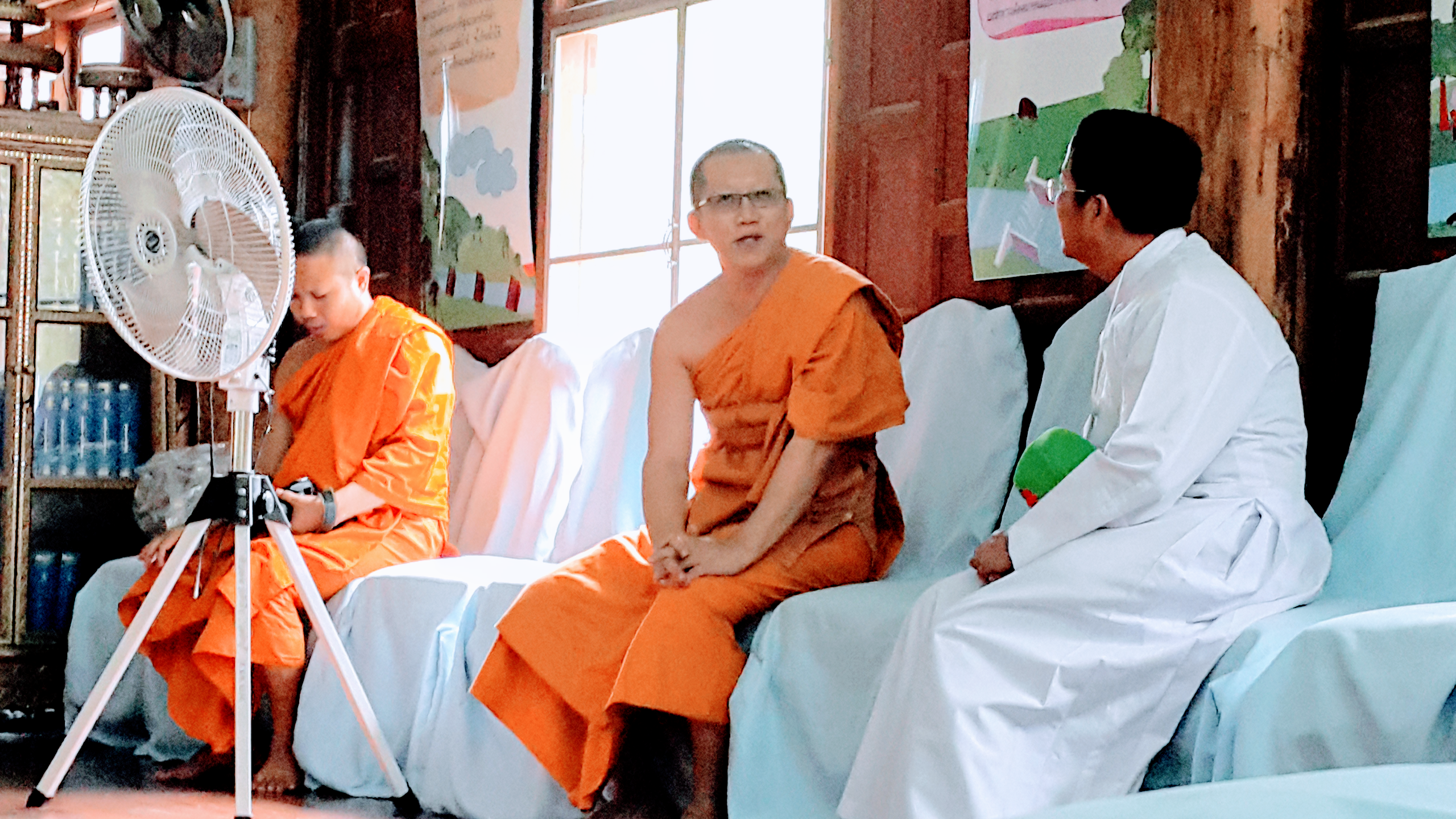
Một nhà sư Phật giáo trò chuyện cùng một linh mục Công giáo tại một ngôi chùa thuộc tỉnh Kanchanaburi

Hiến pháp Thái Lan "nghiêm cấm hành vi phân biệt đối xử dựa trên niềm tin tôn giáo", và cho phép tất cả mọi người theo và thực hành tôn giáo mà mình lựa chọn. Các tổ chức tôn giáo được hoạt động cách tự do và có thể có hoặc không cần phải đăng ký với chính quyền.
Chính quyền Thái Lan có đặt ra một hạn ngạch về số lượng thừa sai nước ngoài được phép làm việc tại nước này: 1.357 thừa sai Kitô giáo, 6 thừa sai Islam giáo, 20 thừa sai Ấn Độ giáo và 41 thừa sai Sikh giáo. Một trong các quyền lợi của họ là được hưởng nhiều thời gian lưu trú theo diện visa hơn.
Vào năm 2022, một vụ bạo lực giữa các tổ chức tôn giáo đã xảy ra ở vùng cực nam nước Thái Lan; tuy nhiên người ta khó có thể phủ nhận rằng vụ bạo lực này không phải là bạo lực sắc tộc. Cũng do vụ bạo lực này nên vào năm 2023, Freedom House đánh giá Thái Lan đạt 3 trên 4 điểm về tự do tôn giáo.